# Tirannione il Vecchio
Tirannione il Vecchio, in origine chiamato Teofrasto (in greco antico: Τυραννίων?, Tyranníōn; Amiso nel Ponto, ... – ...; fl. I secolo a.C.), è stato un grammatico greco antico vissuto nel I secolo a.C..
Probabilmente venne così soprannominato perché tiranneggiava i suoi compagni di studio e successivamente da maestro i suoi allievi . Fu discepolo del grammatico, pittore e incisore alessandrino Dionisio Trace (seconda metà del II secolo a.C.), che insegnò a Rodi . 
Fu portato a Roma come prigioniero di guerra verso il 70 a.C. (terza guerra mitridatica) da Lucullo. Successivamente liberato, Tirannione acquistò ricchezza e celebrità per la sua vasta biblioteca a Roma dove diffuse le teorie di Aristarco di Samotracia e per la sua dottrina che definiva la grammatica come "teoria della mimesi" .
Raccomandato da Cicerone per aver abilmente ordinato la sua biblioteca divenne consigliere di Attico nell'edizione di autori greci. Tirannione ebbe modo anche di esaminare i libri acroamatici di Aristotele favorendone la conservazione e all'edizione. Lo stesso Cicerone permise a Tirannione di aprire nella sua casa una scuola di grammatica dove insegnò al figlio di Quinto, fratello di Cicerone, e al figlio di quest'ultimo. 
Tirannione ebbe come discepolo Diocle, anche lui soprannominato per questo Tirannione, un fenicio fatto prigioniero durante la guerra fra Marco Antonio e Augusto.